# ام‌اس آنتنور (۱۹۵۷)

{{Infobox ship characteristics
ام‌اس آنتنور (۱۹۵۷) (به انگلیسی: MS Antenor (1957)) یک کشتی بود که طول آن ۴۹۱ فوت ۶ اینچ (۱۴۹٫۸۱ متر) Length overall بود. این کشتی در سال ۱۹۵۷ (میلادی)|۱۹۵۷]] ساخته شد.